# Емил Димитров (футболист)
Емил Димитров (роден на 15 април 1960 г. в Патреш), наричан по прякор Патрешкия, е бивш български футболист, защитник.

## Кариера
Димитров е родом от село Патреш, откъдето идва и прякора му Патрешкия. През 1975 г. влиза в Техникума по електротехника в Русе и заиграва в школата на Дунав. На 18 години обаче е обявен за безперспективен и преминава в третодивизионния Вихър (Николово). Там играе един сезон, след което е привлечен в Червено знаме (Павликени), който тогава участва в Южната Б група. За три сезона записва 102 мача с 19 гола във втория ешелон. Любопитното е, че по това време действа основно като флангови нападател.
През лятото на 1982 г. Димитров преминава в елитния Етър (Велико Търново). Там е преквалифициран на защитник от треньора Георги Василев. Дебютира в А група на 21 август 1982 г. при загуба с 0:1 от ЦСКА (София). Играе за Етър общо 7 сезона, в които записва 191 мача с 9 гола в първенството. Става бронзов медалист през сезон 1988/89.
През юни 1989 г. Димитров е привлечен в ЦСКА (София).
В А група има над 300 мача. Шампион на България през 1990 г. Носител на Купата на България (1989, 1995). Има 6 мача за А националния отбор, 1 за олимпийския, както и 13 мача и 3 гола в младежкия. Бил е треньор на Локо (Сф), Белите орли (Плевен), Конелиано (Сф), Етър и Монтана. От няколко години работи в ДЮШ на ЦСКА. Начело е на децата, родени през 2005 г.
Футболистът Ивайло Димитров-Косъма е негов син.